# Municipio de Franklin (condado de Greene, Pensilvania)
El municipio de Franklin (en inglés: Franklin Township) es un municipio ubicado en el condado de Greene en el estado estadounidense de Pensilvania. En el año 2000 tenía una población de 7.694 habitantes y una densidad poblacional de 73 personas por km².

## Geografía
El municipio de Franklin se encuentra ubicado en las coordenadas 39°52′00″N 80°06′59″O / 39.86667, -80.11639.

## Demografía
Según la Oficina del Censo en 2000 los ingresos medios por hogar en la localidad eran de $29,747 y los ingresos medios por familia eran de $35,852. Los hombres tenían unos ingresos medios de $26,875 frente a los $22,531 para las mujeres. La renta per cápita de la localidad era de $13,066. Alrededor del 17,3% de la población estaba por debajo del umbral de pobreza.